# Борживой II
Борживой II (чеш. Bořivoj II.; ок. 1065 — 2 февраля 1124) — князь Брненский и Зноемский в 1097—1101 годах, князь Чехии в 1100—1107 и 1117—1120 годах, второй сын короля Чехии Вратислава II от третьего брака со Светославой (Сватавой) Польской.

## Биография
Борживой родился около 1065 года.
В 1092 году князем Чехии стал единокровный брат Борживоя, Бржетислав II. Желая, чтобы после его смерти наследником стал не Брненский князь Ольдржих, а Борживой, Бржетислав обратился к императору Священной Римской империи Генриху IV, чтобы тот утвердил следующим князем именно Борживоя. Получив богатое подношение, Генрих согласился это сделать, поскольку таким образом император получал право утверждения правителей Чешского княжества. Для того, чтобы Ольдржих не смог противостоять решению императора, Бржетислав в 1097 году отправился с военным походом в Моравию, изгнав того из Брно. Также был изгнан и Литольд, брат Ольдржиха. Освободившиеся таким образом Брненское княжество Бржетислав передал Борживою.
После гибели в 1100 году Бржетислава Борживой поспешил в Прагу, где занял чешский княжеский престол. Однако вскоре он потерял моравские княжества. Брно захватил Ольдржих, обратившийся после этого к императору Генриху IV, который в 1101 году признал Брненское княжество уделом Ольдржиха, Литольд получил Зноемское княжество.
Во время восстания Генриха V против отца, Борживой поддерживал Генриха IV вместе с братом своей жены австрийским маркграфом Леопольдом III. В отличие от последнего, Борживой остался верен Генриху IV и после его отречения лишился императорской поддержки. Вскоре против него восстал оломоуцкий князь Святополк, которому удалось привлечь на свою сторону большую часть чешской знати. В 1105 году поход Святополка против Борживоя окончился неудачей, в результате чего Святополк был вынужден бежать из страны. Однако вскоре Святополку удалось склонить на свою сторону брата Борживоя Владислава, который обязался не поддерживать Борживоя. После нового вторжения Святополка в 1107 году Борживой был вынужден бежать из Чехии, а Святополк стал новым чешским князем.
Для того, чтобы вернуть престол, Борживой отправился к императору Генриху V. Получив богатое подношение, Генрих вызвал на свой суд Святополка, грозя в случае неповиновения войной. Оставив правителем от своего имени брата, Оту (Оттона) Чёрного, Святополк отправился к императору, который велел его заключить под стражу. Однако Борживою не удалось воспользоваться этим. Когда он с помощью своего родственника, Випрехта Гройчского, собрал армию и выступил в поход на Чехию, ему преградила путь армия Оты Чёрного. Вскоре Святополк, посулив императору большую сумму, чем Борживой, смог получить свободу и вернулся в Чехию, а Борживой был вынужден бежать в Польшу, где его принял князь Болеслав III Кривоустый.
В 1109 году, после убийства князя Святополка, Борживой вновь предъявил права на престол. Однако его соперниками оказались Ота Чёрный и его младший брат Владислав. Для решения спора чешская знать обратилась к императору Генриху V, который утвердил князем Владислава. Ота Оломоуцкий признал выбор императора.

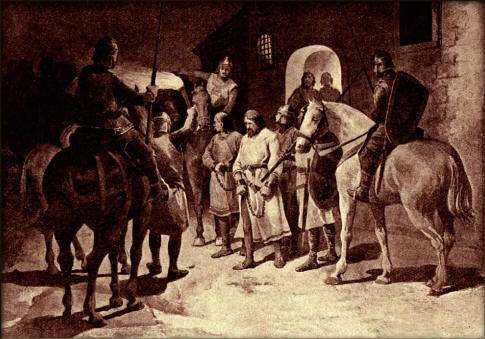
Венцеслав Черны. Борживой II в плену врагов

Однако Борживой не успокоился. Воспользовавшись тем, что Владислав отбыл из Чехии в Бамберг, ко двору императора, в союзе с Випрехтом Гройчским, пославшим на помощь Борживою своего сына Випрехта III, захватил Пражский замок. В итоге разгорелась междоусобная война, в которой на сторону Владислава стал Ота Оломоуцкий. Войну остановило только вмешательство императора Генриха V, прибывшего в Чехию, чтобы рассудить спор. Император велел схватить Борживоя и Випрехта III, заключив их в замок Хаммерштейн на Рейне.

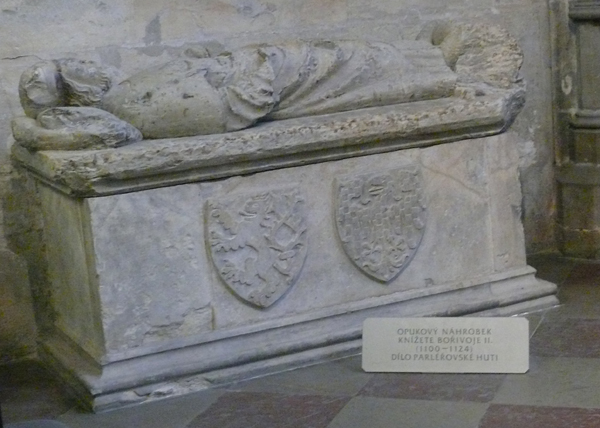
Гробница Борживоя II в соборе Святого Вита

Однако позже Борживой получил свободу, а в 1117 году Владислав передал чешский престол своему брату Борживою, которого поддерживал Леопольд III. Под управлением Владислава остались только заэльбские владения. Но уже в 1120 году Борживой опять оказался смещён с чешского престола и был вынужден отправиться в изгнание.
Борживой нашёл пристанище у своего шурина Леопольда III. В 1118/1119 году он принял участие в походе Леопольда против короля Венгрии Иштвана II.
Умер Борживой 2 февраля 1124 года в Венгрии. Его тело похоронили в Праге, в Соборе Святого Вита.

## Брак и дети
Жена: с 18 октября 1100 Герберга (Гельпирка) фон Бабенберг (ум. 13 июля 1142), дочь Леопольда II и Иды фон Рательберг. Дети:
- Яромир Йемницкий (ум. до 1135)[12].
- Спытигнев (ум. 3 января 1157)[12].
- Лупольт (Леопольд) (ум. после 1137), князь Оломоуцкий в 1135—1137[12].
- Болеслав (ум. после 1146)[12].
- Альбрехт (ум. 7 апреля до 1124)[12].
- Рикса (ум. 27 февраля до 1124)[12].